# تینگ (شخصیت کمیک)
تینگ (به انگلیسی: Thing) با نام اصلی بنجامین جیکوب گریم، یک شخصیت خیالی ابرقهرمان در کتاب‌های کمیک منتشر شده توسط مارول کامیکس است. این شخصیت توسط نویسنده استن لی و طراح جک کربی خلق شده‌است؛ و برای اولین بار در شمارهٔ ۱ از «کمیک‌های چهار شگفت‌انگیز» در نوامبر ۱۹۶۱ حضور پیدا کرد. مانند دیگر اعضای چهار شگفت‌انگیز، تینگ نیروهایش را بر روی یک فضاپیما که به وسیله پرتوهای آسمانی بمباران شد به دست آورد. او بدن سنگی و غیرقابل نفوذی دارد.

## خصوصیات
از ویژگی‌های او می‌توان به ظاهری نارنجی رنگ، سنگ مانند، شوخ‌طبع، چشم‌های آبی و شعار جنگی «وقت کتک زدنه»! اشاره کرد، و این خصوصیات او را به یکی از شناخته شده‌ ترین ابرقهرمان‌ها تبدیل کرده‌است.

## در رسانه
مایکل بیلی به ایفای نقش شخصیت تینگ در فیلم اکران نشده چهار شگفت‌انگیز (۱۹۹۴)، مایکل چکلیس در فیلم چهار شگفت‌انگیز (۲۰۰۵) و دنبالهٔ آن چهار شگفت‌انگیز: قیام موج‌سوار نقره‌ای (۲۰۰۷) و جیمی بل در فیلم چهار شگفت‌انگیز (۲۰۱۵) بازی کرده‌است.همچنین قرار است ابن ماس-بچراک نقش این شخصیت را در فیلم چهار شگفت انگیز : گام های نخست ایفا کند.